# جان کلوی
جان کلوی (به انگلیسی: John Calvey) بازیکن فوتبال زادهٔ ۲۳ ژوئن ۱۸۷۵ اهل انگلستان بود که سابقهٔ بازی در تیم ملی فوتبال انگلستان را در کارنامهٔ خود دارد. وی در تاریخ ۲۲ مارس ۱۹۰۲ تنها بازی ملی خود را در مقابل تیم ملی فوتبال ایرلند انجام داد.